# Charles Vissières
Charles-Émile Vissières (* 30. Oktober 1880 in Caen; † 13. April 1960 in Lagny-sur-Marne) war ein französischer Schauspieler.
Vissières gab sein Filmdebüt 1935. Seine im deutschsprachigen bekannteste Rolle ist der Bischof in Don Camillo und Peppone. Im Jahre 1958 endete seine Karriere.

## Filmografie (Auswahl)
- 1935: Pasteur
- 1936: Valse éternelle
- 1939: Mädchenhändler (Pièges)
- 1939: Le Bois sacré
- 1939: Entente cordiale
- 1940: Das Schloß der Liebe (Cavalcade d’amour)
- 1941: Sie waren Sechs (Le Dernier des six)
- 1942: Das unheimliche Haus (Les Inconnus dans la maison)
- 1942: Annette und die blonde Dame (Annette et la dame blonde)
- 1943: Le Baron fantôme
- 1943: Die Teufelshand (La Main du diable)
- 1943: Irrwege des Herzen (Douce)
- 1944: Bonsoir mesdames, bonsoir messieurs
- 1945: Der Nachtigallenkäfig (La cage aux rossignols)
- 1946: Ich fand einen Engel (L’ange qu’on m’a donné)
- 1946: Der Idiot (L’idiot)
- 1946: Vatersorgen (Gringalet)
- 1946: Wenn der Himmel versagt (La Tentation de Barbizon)
- 1947: Stürmische Jugend (Le diable au corps)
- 1947: Unter falschem Verdacht (Quai des Orfèvres)
- 1947: Das Doppelleben eines Arztes (Non coupable)
- 1947: Gewagtes Spiel (Les gosses mènent l’enquête)
- 1947: Café Cadran (Le café du cadran)
- 1947: Zwei in Paris (Antoine et Antoinette)
- 1948: Les Amoureux sont seuls au monde
- 1948: Les casse-pieds
- 1948: Das verlorene Glück (Les condamnés)
- 1949: Docteur Laennec
- 1949: Ein so hübscher kleiner Strand (Une se jolie petite plage)
- 1950: Der Reigen (La ronde)
- 1950: Es geschah in Paris (Souvenirs perdus)
- 1951: Der große Unbekannte (Rue des Saussaies)
- 1951: Unter dem Himmel von Paris (Sous le ciel de Paris)
- 1951: Rauschgift Curare (Identité judiciaire)
- 1952: Pläsier (Le Plaisir)
- 1952: Don Camillo und Peppone (Le Petit monde de Don Camillo)
- 1952: Ouvert contre X
- 1952: Der Weg nach Damaskus (Le chemin de Damas)
- 1953: Hélène Boucher (Horizons sans fin)
- 1953: Don Camillos Rückkehr (Le Retour de Don Camillo)
- 1958: Der Zauberdrachen (Cerf-volant du bout du monde)